# 주캐나다 타이베이 경제문화대표처

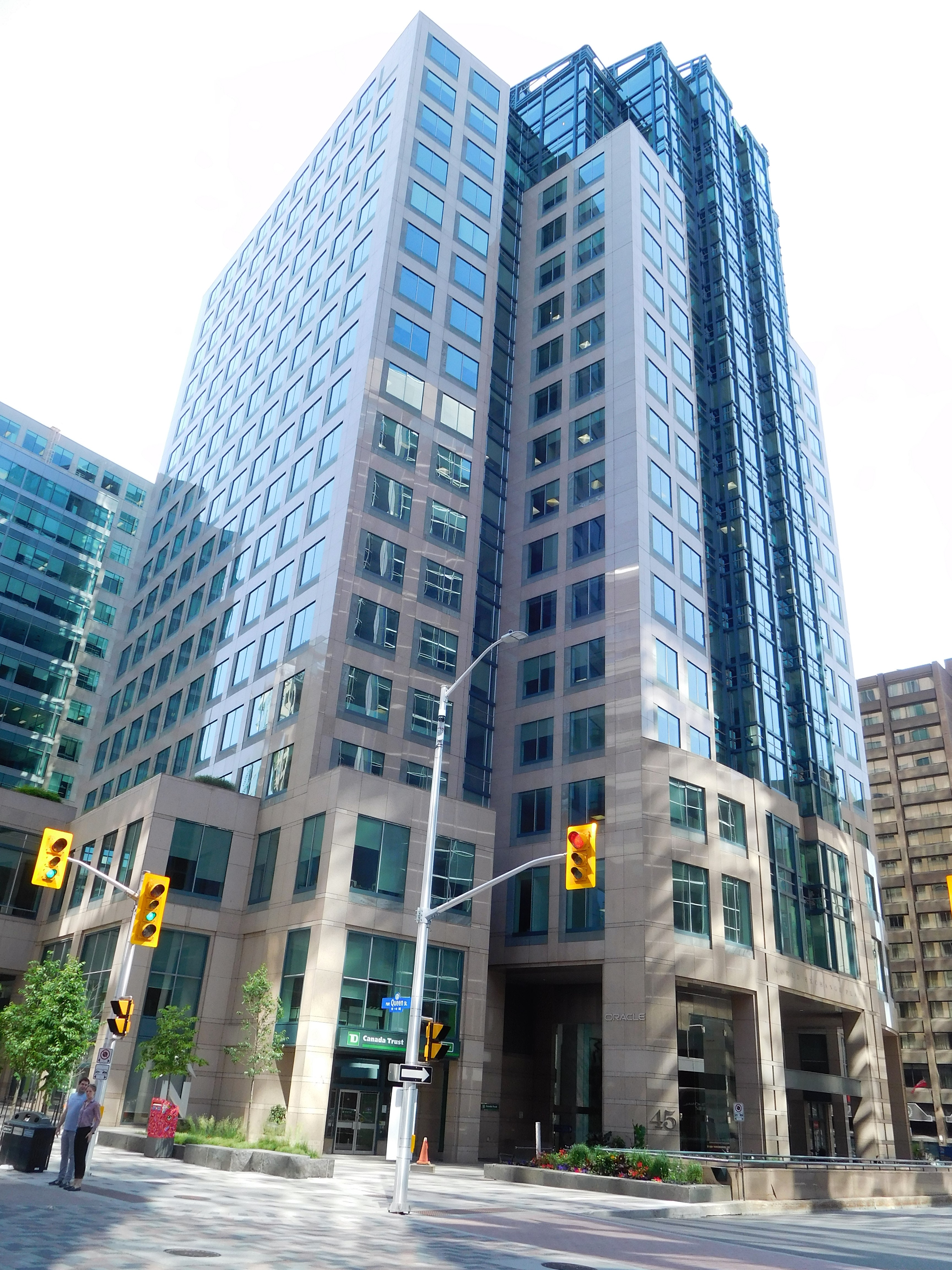
주캐나다 타이베이 경제문화대표처가 입주한 월드 익스체인지 플라자 타워

주캐나다 타이베이 경제문화대표처(중국어: 駐加拿大臺北經濟文化代表處, 영어: Taipei Economic and Cultural Office in Canada, 프랑스어: Bureau économique et culturel de Taïpei au Canada)는 중화민국 정부가 캐나다에 설치한 외교 공관이다. 1991년 10월 22일에 설치되었으며 캐나다의 수도인 오타와에 위치해 있다. 대표처의 현재 대표는 천원이(陳文儀)이다.
토론토와 벤쿠버에 영사관에 해당하는 판사처(辦事處)가 있다. 오타와에 위치한 대표처는 오타와, 퀘벡, 뉴펀들랜드 래브라도, 생피에르 미클롱을 영사관할구역으로 하고 있다. 그 외의 지역은 토론토와 밴쿠버 주재 판사처에서 담당하고 있다.

## 같이 보기
- 중화민국 외교부